# Gina Lorentsen
Gina Lorentsen (* 30. Juli 1988 in Gjøvik, Norwegen) ist eine ehemalige norwegische Handballspielerin.

## Karriere
Lorentsen spielte anfangs bei den norwegischen Vereinen Sverresborg und Orkanger. Anschließend ging die Außenspielerin für Byåsen IL auf Torejagd, mit deren Juniorenmannschaft sie 2007 die Norgesmesterkap – norwegischer Pokalwettbewerb – gewann. Lorentsen lief ab der Saison 2006/07 mit der Damenmannschaft von Byåsen in der höchsten norwegischen Spielklasse auf. Weiterhin stand sie in derselben Saison im Finale des Europapokals der Pokalsieger.
Lorentsen war in Byåsen auf der Linksaußenposition hinter der norwegischen Nationalspielerin Camilla Herrem lediglich zweite Wahl, sodass sie sich im Sommer 2010 entschloss zum Ligakonkurrenten Storhamar Håndball zu wechseln. Nach drei Spielzeiten bei Storhamar schloss sie sich dem französischen Erstligisten HAC Handball an. Ab dem 1. Juli 2014 steht die Norwegerin beim deutschen Bundesligisten SG BBM Bietigheim unter Vertrag. Nach der Saison 2014/15 verließ sie Bietigheim.
Lorentsen nahm 2010 mit der norwegischen Beachhandball-Nationalmannschaft an der Beachhandball-Weltmeisterschaft teil und gewann dort die Goldmedaille. Am 26. März 2011 gab sie ihr Debüt in der norwegischen Nationalmannschaft. Anschließend fand sie unter Nationaltrainer Þórir Hergeirsson keine Berücksichtigung mehr.

### Erfolge
- Norgesmesterkap (Junioren) 2007
- Finalist im Europapokal der Pokalsieger 2007
- Goldmedaille bei der Beachhandball-Weltmeisterschaft 2010